# Paddy Garcia
(Il ritorno di Paddy Garcia, Modena City Ramblers)
Paddy Garcia è un personaggio di fantasia, che nasce dall'incontro tra due paesi geograficamente lontani ma culturalmente molto analoghi: Irlanda e America Latina. Proprio per sottolineare questo rapporto sono stati scelti il nome Paddy, che è molto comune in Irlanda ed è anche il nome di un famoso whisky, e il cognome Garcia, che è il più diffuso in America Latina.
Questo personaggio è stato adottato in particolare da due gruppi di tradizione folk: gli emiliani Modena City Ramblers e gli irlandesi The Pogues. 
I primi ne cantano le gesta in Terra e libertà, un album incentrato proprio sul legame tra Irlanda e Sudamerica. Nell'album, Paddy è una figura che serve per esprimere l'utopia o in altre parole, un eroe. Paddy Garcia è un eroe immaginario per mezzo del quale si parla di avvenimenti come se fossero veri, unendo il realismo alla poesia. È un personaggio la cui esistenza è circondata da un alone di mistero, non si capisce se è esistito o meno: l'hanno visto agli inizi del Novecento e ai nostri giorni, ottanta anni dopo. Pareva non fosse invecchiato. L'importante è che esista e che la gente lo sappia.
I The Pogues, invece, parlano di Paddy nella canzone A Pistol for Paddy Garcia, contenuta nell'album Rum, Sodomy, and the Lash.
Ci sono inoltre delle biografie sul personaggio di Paddy; la più famosa è dello scrittore latinoamericano Daniel Chavarría.